# Liste der Monuments historiques in Blésignac
Die Liste der Monuments historiques in Blésignac führt die Monuments historiques in der französischen Gemeinde Blésignac auf.

## Liste der Bauwerke
| Bezeichnung    | Beschreibung                 | Standort | Kennzeichnung | Schutzstatus | Datum | Bild           |
| -------------- | ---------------------------- | -------- | ------------- | ------------ | ----- | -------------- |
| Friedhofskreuz | Errichtet im 15. Jahrhundert | (Lage)   | PA00083154    | Classé       | 1907  | weitere Bilder |
| Kirche St-Roch | Erbaut im 12. Jahrhundert    | (Lage)   | PA33000037    | Inscrit      | 2001  | weitere Bilder |

## Liste der Objekte
| Bezeichnung                  | Beschreibung                       | Standort                     | Kennzeichnung | Schutzstatus | Datum | Bild |
| ---------------------------- | ---------------------------------- | ---------------------------- | ------------- | ------------ | ----- | ---- |
| Skulptur des heiligen Rochus | Stein, 16. Jahrhundert             | in der Kirche St-Roch (Lage) | PM33001149    | Inscrit      | 2016  |      |
| Kapitell                     | Stein, 12. Jahrhundert             | in der Kirche St-Roch (Lage) | PM33000098    | Classé       | 1908  |      |
| Grabplatte                   | Stein, Anfang des 16. Jahrhunderts | in der Kirche St-Roch (Lage) | PM33000099    | Classé       | 1908  |      |